# Echis megalocephalus
Echis megalocephalus là một loài rắn trong họ Rắn lục. Loài này được Cherlin mô tả khoa học đầu tiên năm 1990.